# Максимовка (Ігринський район)
Макси́мовка (рос. Максимовка) — присілок (колишнє селище) в Ігринському районі Удмуртії, Росія.

## Населення
Населення — 92 особи (2010; 120 в 2002).
Національний склад станом на 2002 рік:
- удмурти — 62 %
- росіяни — 37 %

## Урбаноніми[3]
- вулиці — Жовтнева, Праці, Радянська